# Jeica, Bistrița-Năsăud
Jeica, mai demult Șeica, Șelca (în dialectul săsesc Sälk, Schalk, în germană Schelken, Schelk, în maghiară Zselyk) este un sat în comuna Mărișelu din județul Bistrița-Năsăud, Transilvania, România.

## Istorie
- Satul este atestat documentar în anul 1332 sub numele Zselyk.
- În timpul reformei protestante locuitorii maghiari ai satului au trecut la de la Biserica Catolică la cea evanghelică.
- În secolul al XIX-lea satul avea o populația pe peste 800 de locuitori și era unanim maghiar.
- În perioada comunistă populația satului a scăzut drastic datorită unor deportări.
- Din 1981 nu mai funcționează nici școala și nici grădinița din sat.
- Începând din 2002 locuitorii satului primesc ajutoare din Ungaria.

## Demografie
- Populația satului este îmbătrânită și se află într-un continuu declin, în 1850 avea 723 de locuitori pentru a ajunge la 684 în 1900, 502 în 1966,  333 în 1977 și 147 în 1992. De la recensământul din 1850 până în prezent satul a avut unanimitate maghiară.
- La recensământul din 2002 populația satului Jeica era de 126 de locuitori. Toți locuitorii satului s-au declarat de etnie maghiară și de confesiune evanghelică.

Componența etnică a satului Jeica
     Maghiari (100%)
Componența confesională a satului Jeica
     Luterani (100%)